# Макан-Пельга
Макан-Пельга — деревня в Кизнерском районе Удмуртии, входит в Старокармыжское сельское поселение. Находится в 25 км к юго-востоку от Кизнера, в 40 км к юго-западу от Можги и в 114 км к юго-западу от Ижевска.